# The Island Sverige
The Island Sverige är svenskt realityprogram som började sändas på Kanal 5 och Discovery+ den 10 februari 2022. En andra säsong har premiär våren 2023.

## Upplägg
I programmet ska åtta svenska kändisar överleva på en tropisk öde ö i 14 dagar.

## Deltagare

### Säsong 1[3]
- Mikael Sandström (läkare)
- Maria Montazami (Hollywoodfru)
- Lisa Ajax (sångare)
- Thomas Wassberg (tidigare längdskidåkare)
- Klas Eriksson (skådespelare)
- Magdalena Graaf (influerare)
- Danyel Couet (TV-kock)
- Alexandra Zazzi ("Robinson"-legendar)

### Säsong 2[4]
- Dermot Clemenger (dansare och TV-profil)
- Emma Igelström (tidigare simmare)
- Magdalena Kowalczyk (programledare)
- Lasse Kronér (programledare)
- Dragomir Mrsic (skådespelare)
- Linda Pira (artist)
- Marcus Schenkenberg (modell)

## Produktion
Programmet spelades in på en öde ö i Stilla havet som heter Isla Gibraleón under augusti 2021 och har producerats av Meter Television. Den andra säsongen spelades in på Isla Bayoneta